# Goffredo Confalonieri
Goffredo (Guilfredo) Confalonieri (Medole, XIII secolo – ...) è stato un politico italiano.

## Biografia
In data 8 luglio 1230 ricevette, insieme al conte Guido di Casaloldo, dal vescovo Pellizzario di Mantova l'investitura di tutti i beni fondiari che il vescovo di Brescia possedeva nel territorio di Castel Goffredo (Castrum Vifredi). I Confalonieri erano probabilmente imparentati con la potente famiglia dei Canossa.

## Posterità
Il nome di Goffredo Confalonieri, pievano di Medole, si inserisce storicamente tra coloro che avrebbero contribuito alla spiegazione del toponimo "Goffredo", riferito alla città di Castel Goffredo, in provincia di Mantova.